# Василівка (Новогалещинська селищна громада)
Васи́лівка — село в Україні, у Новогалещинській селищній громаді Кременчуцького району Полтавської області. Населення становить 449 осіб. Колишній центр Василівської сільської ради.

## Географія
Село Василівка знаходиться на відстані 0,5 км від села Олександрівка, за 1,5 км від села Зоряне та за 7 км від райцентру та залізничної станції Козельщина. Навколо села багато заболочених озер.

## Історія
Засноване в середині XVIII століття при озері Солоному. 15 червня 1743 миргородський полковник Василь Петрович Капніст отримав царську грамоту на територію Миргородського полку, заснував село Василівка у Манжеліївській дачі і дозволив селитися вихідцям із інших сіл Після його смерті у 1757 році село відійшло його синові — відомому письменникові і громадському діячеві В. В. Капністу, який у 1802 році збудував тут Трьохсвятительську церкву з окремою дзвіницею. При церкві діяли церковна бібліотека і школа грамоти.
Потім село перейшло у спадок до Івана Васильовича Капніста за заповітним листом його матері.
У кінці ХІХ століття село відносилося до Пісківської волості Кременчуцького повіту. В ньому налічувалось 638 осіб, 107 дворів, православна церква, школа, постоялий будинок, 5 вітряних млинів. Землі на всіх не вистачало і багато селян їхало шукати роботу в інших краях. Наприклад Тимофій Максимович (1875 р.н.) на Макар Максимович Дробахі виїхали у Кам'янске де працювали на металургійному заводі
У період революції 1905—1907 років в селі велася революційна агітація. У грудні 1905 року її вів Д. С. Михоль, який закликав не платити податків та зняти робітників з економії.
У 1906 році терські козаки влаштували жорстоку розправу над селянами Василівки, які прямували з мирною петицією до волосного керівництва.
За переписом 1910 року у Василівці налічувалось 170 господарств, з них козаків —12, селян — 150, інших непривілейованих — 3, привілейованих — 5. Населення було 1024 людини, селянської землі — 578 десятин, у тому числі орної — 410.
У 1917 році маєтки у Василівці та сусідній Олександрівці належали грецькій підданій Драгісіс-Палеолог. Селяни, які орендували у поміщиці землю, у вересні 1917 року припинили платити гроші за оренду, самовільно зібрали врожай і скосили луки.
Радянська влада у селі була встановлена в січні 1918 року, а остаточно — наприкінці 1919 року після розгрому денікінців.
У 1920 році біля села відбувся бій червоноармійців з загоном батька Махна, а згодом — з загоном отамана Мошенського.
На початку 20-х років ХХ сторіччя с. Василівка стало центром сільської ради, а з березня 1923 року віднесено до складу Манжеліївського району Кременчуцького округу. На 7 вересня 1923 року в селі проживало 1101 мешканців.
В кінці 20-років виникають ТСОЗи, а в 1930 році утворено перший колгосп «Декабрист», який у 1938 році перейменовано у колгосп ім. Сталіна, а в 1965 році — у колгосп «Дружба» (до 2000 року).
Під час Голодомору 1932—1933 років у с. Василівці померло 292 селян. Вимирали цілими сім'ями — вся сім'я М'якенького. Семена Петровича, що складалася з 6 осіб, Колодяжного Федора Степановича (6 осіб теж).

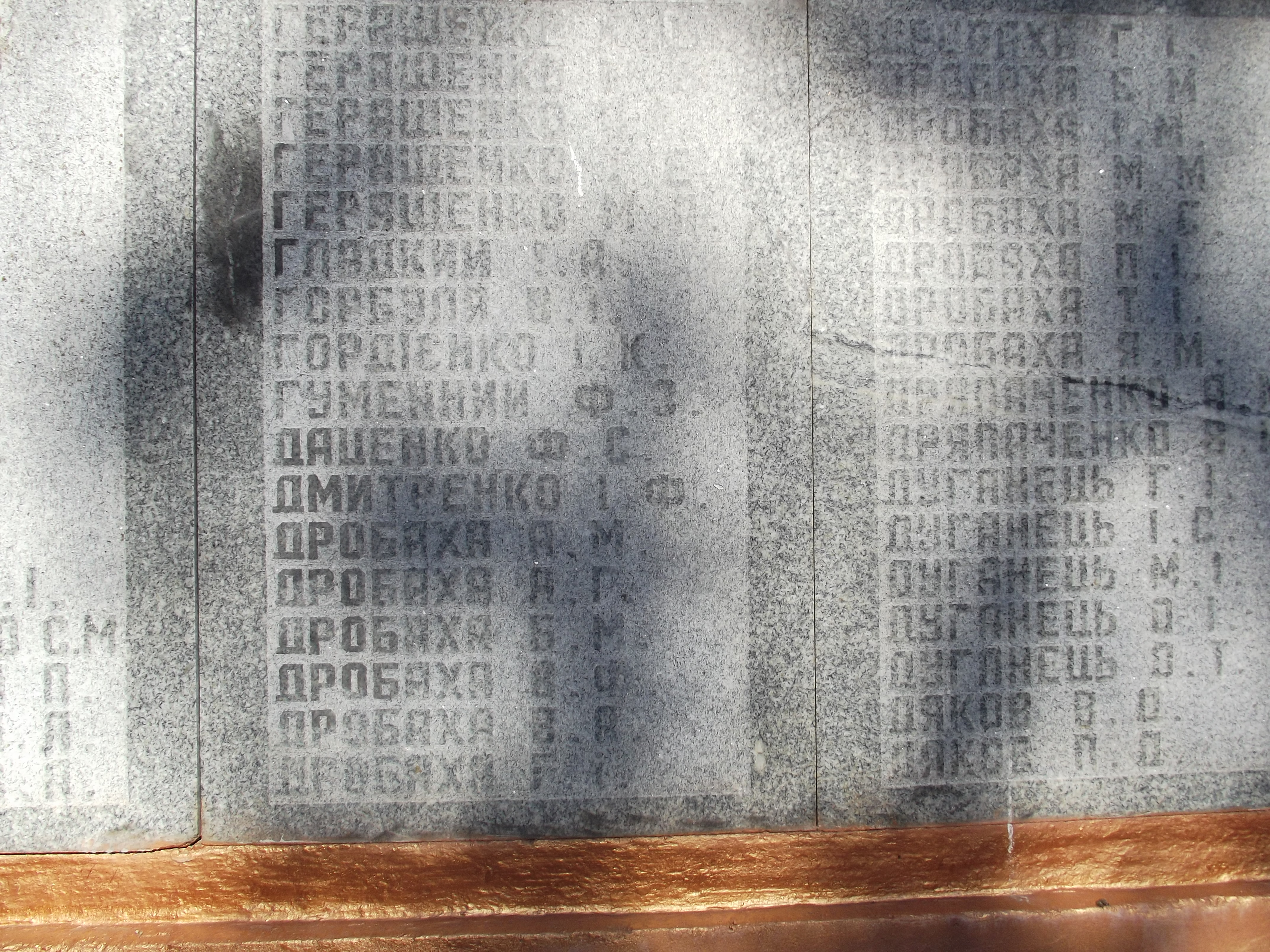
Плита з іменами загиблих селян

За роки німецько-радянської війни село дуже потерпало. У вересні 1941 року через село Василівку відступали бійці 132-ї танкової бригади. Німецька окупація розпочалася 15.09.1941 року і тривала до 26.09.1943 року. За період окупації спалено 2 приміщення школи, 2 культосвітні заклади, 30 хат; вивезено на примусові роботи до Німеччини 119 осіб. На фронтах воювали І. Р. Бершадченко, Г. І. Заєць, І. П. Іванютенко, І. П. Корецький, Г. О.. І. О. та О. О. Михайленки, С. Д. М'якенький, І. М. Сундук, П. М. Сердюк, П. С. Сивокінь та інші.
У післявоєнний час за радянської влади у с. Василівка знаходилася центральна садиба колгоспу «Дружба» (зерново-буряково-тваринницького напряму), за яким було закріплено 3923 гектари земельних угідь, з них сільськогосподарських — 3368 гектарів, у тому числі орних земель 2444 гектари. Чверть століття господарство очолював О. П. Огар. працювала середня школа, Будинок культури (350 місць) із стаціонарною кіноустановкою, ФАП, бібліотека (13257 примірників), крамниці (продуктова і промтоварна), колгоспний дитячий садок, комплексно-приймальний пункт, АТС, відділення зв'язку.
На території села знаходиться братська могила селян, які загинули під час громадянської та німецько-радянської війни, а також воїнів Червоної армії.
«Нашої красуні Василівки я не проміняю на жодну Венецію. Садки й гаї, білі хатки й чарівна ріка української пісні!», — так казав про рідне село Іван Дряпаченко.
12 червня 2020 року, відповідно до розпорядження Кабінету Міністрів України № 721-р «Про визначення адміністративних центрів та затвердження територій територіальних громад Полтавської області», село увійшло до складу  Новогалещинської селищної громади.
19 липня 2020 року, в результаті адміністративно - територіальної реформи та ліквідації Козельщинського району, село увійшло до складу новоутвореного Кременчуцького району.

## Економіка
- ТОВ «Василівське».

## Об'єкти соціальної сфери
- Колишня загальноосвітня школа І-ІІ ступенів
- Крамниця
- Відділ зв'язку

## Постаті
- Дряпаченко Іван Кирилович — уродженець села, талановитий український художник.